# ドアンフン県

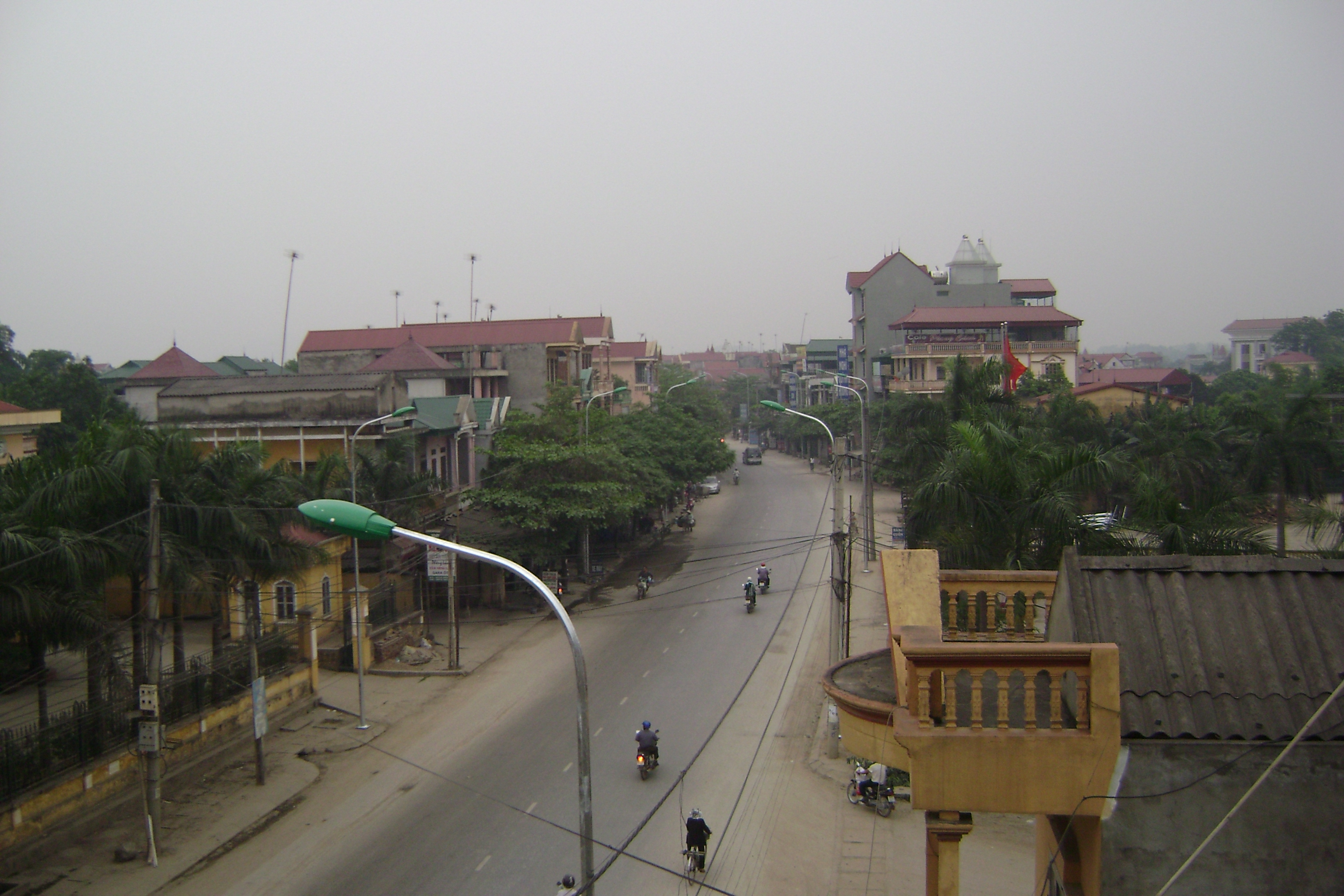
市街地

ドアンフン県（ドアンフンけん、ベトナム語：Huyện Đoan Hùng / 縣端雄?）は、ベトナム社会主義共和国フート省の県。面積は304 km²、人口は124,860人（2010年）である。

## 行政区画
1市鎮21社から構成される。